# آدم ميتسكيفيتش
آدم بيرنارد ميتسكيفيتش (Adam Bernard Mickiewicz) [mit͡sˈkʲɛvit͡ʂ] ) (ولِدَ في الرابع والعشرين من ديسمبر عام 1798م – وتوفي في السادس والعشرين من نوفمبر عام 1855م) كان شاعرًا وطنيًا بولنديًا، وكاتبَ مقالاتٍ ومترجمًا وناشرًا وكاتبًا سياسيًا. كما كان ممثلاً رئيسًا للحقبة الرومانسية البولندية، وواحدًا من الشعراء الوطنيين الثلاث ببولندا وأعظم شاعر في تاريخ الأدب البولندي. ويُعتبر أيضًا واحدًا من أعظم الشعراء السلافيين والأوروبيين. وقد وصفه الناس ولقبوه «بالشاعر الوطني السلافي». وقد كان كاتبًا مسرحيًا رومانسيًا رائدًا وكان يناظر في بولندا وأوروبا الشاعر البريطاني بايرون والشاعر الألماني غوته.
وهو معروف في المقام الأول بأنه مؤلف الدراما الشعرية الأجداد وقصيدة الملحمة الوطنية السيد تاديوش، والتي تُعد آخر ملحمة عظيمة في ثقافة النبلاء البولندية الليتوانية ومن بين الأعمال المؤثرة الأخرى لميتسكيفيتش قصيدتيه: كونراد والينرود وغرازينا. وكانت جميع قصائده مصدرًا للإلهام أثناء الثورات الإقليمية وأساسًا لفكرة النظر إلى بولندا على أنها «مسيح الأمم».
ناضل ميتسكيفيتش في كفاح حصول وطنه على الاستقلال، والذي كان جزءًا من الإمبراطورية الروسية. وبعد أن قضى خمس سنوات من عمره في منفى داخلي بوسط روسيا بسبب نشاطه السياسي، غادر الإمبراطورية عام 1829م وأمضى بقية حياته مهاجرًا، مثل العديد من رفقائه. استقر أولاً في روما، ثم لاحقًا في باريس، حيث أصبح هناك أستاذًا للأدب السلافي في كوليج دو فرانس. ومن الأرجح أنه مات نتيجة إصابته بمرض الـكوليرا في القسطنطينية في الدولة العثمانية، عندما ذهب إلى هناك للمساعدة في تنظيم قوات بولندية لمحاربة روسيا في حرب القرم. وقد تم نقل رُفاته فيما بعد إلى كاتدرائية فافيل بمدينة كراكوففي بولندا.

## وصلات خارجية
- آدم ميتسكيفيتش على موقع IMDb (الإنجليزية)
- آدم ميتسكيفيتش على موقع الموسوعة البريطانية (الإنجليزية)
- آدم ميتسكيفيتش على موقع ميوزك برينز (الإنجليزية)
- آدم ميتسكيفيتش على موقع ديسكوغز (الإنجليزية)
- آدم ميتسكيفيتش على موقع قاعدة بيانات الفيلم (الإنجليزية)
- هذه المقالة تحوي نصا ذو ملكية عامة: هبرمان، تشارلز (المحرر). "Adam Mickiewicz" . الموسوعة الكاثوليكية. شركة روبرت أبلتون. {{استشهاد بموسوعة}}: الوسيط |ref=harv غير صالح (مساعدة) والوسيط غير المعروف |ألسنة= تم تجاهله (مساعدة)
- تحوي هذه المقالة معلومات مترجمة من الطبعة الحادية عشرة لدائرة المعارف البريطانية لسنة 1911 وهي الآن ضمن الملكية العامة.